# Ensenada de Getares
La ensenada de Getares, a veces llamada bahía de Getares, es una ensenada y fondeadero situado en la bahía de Algeciras entre las punta de San García y del Carnero en el término municipal de Algeciras (España). 
La franja costera de la ensenada, delimitada por los acantilados de los cabos anteriormente nombrados, está ocupada por la playa de Getares cuyas arenas, de fino grosor, proceden principalmente de las aportaciones de los numerosos arroyos estacionales que desembocan en la zona y en particular del río Pícaro que formó en el pasado una marisma y una flecha dunar.
Los fondos marinos, actualmente protegidos dentro del parque natural del Estrecho, son arenosos a diferencia de su ámbito más cercano que posee fondos de gravas. Esta particularidad es debida a que las corrientes submarinas llegan a la costa perpendicularmente, predominando la sedimentación sobre la erosión. Sus aguas pasan por ser las más ricas en cuanto a flora y fauna de toda la bahía de Algeciras, principalmente por el relativo bajo nivel de ocupación humana de la zona y de transformación antrópica.
Durante el siglo I y probablemente hasta el siglo IV en los alrededores de la ensenada se situaba la ciudad de Caetaria, con una pequeña factoría de salazones de pescado. El topónimo Getares procedería precisamente del nombre de esta ciudad (Cetaria), derivado de la palabra latina cetus y ésta a su vez del griego ketos, significando monstruo acuático como referencia a las actividades de pesca que se realizaban en la zona. Así durante la Edad Media el topónimo evoluciona a Xetares (leído Getares) y así aparece en la Crónica de Alfonso XI, escrito poco después de 1344, cuando la ensenada es el lugar de reunión de las tropas de Castilla que se dirigían a realizar el último asedio a la ciudad musulmana de Al-Yazira Al-Jadra.